# Ціберей
Ціберей або циберей — борошняний квас, тривалий час був поширений в українській, російській та білоруській кухнях. Переважно виготовлявся на Поліссі, Західній Україні, Закарпатті, Чернігівщині та в прикордонних районах Білорусі та Росії (у них частіше застосовується житнє та вівсяне борошно). Нині переважно зберігся в закарпатській, гуцульській кухні. Тому іноді його називають «закарпатським квасом».

## Приготування

### Складники
- 1,5 кг вівсяного або житнього борошна
- 1 л крутого окропу
- 6 л теплої води
- кмин
- сіль

опара:
- 20 г дріжджів
- 0,4 склянки теплого молока
- 1,5 склянки пшеничного (житнього, вівсяного) борошна або пшеничних висівок
- 2 ст. л. цукру

### Рецепт
Борошно запарити окропом. За 3-4 год до початку приготування ціберея завести опару з дріжджів, розведених у теплому молоці (або води), пшеничного борошна і цукру.
Потім у велику емальовану каструлю налити теплої води, ввести в неї приготовлену опару, туди ж покласти запарене борошно (або висівки), приправити за смаком сіллю, кмином чи родзинками і поставити в тепле місце для бродіння.
Потім каструлю з напоєм перенести в холодне приміщення, дати охолонути і процідити. Після цього ціберей готовий до вживання.